# Rianne Guichelaar
Rianne Guichelaar (Enschede, 16 de agosto de 1983) é uma jogadora de polo aquático holandesa, campeã olímpica.

## Carreira
Rianne Guichelaar fez parte do elenco medalha de ouro de Pequim 2008.